# 大野勇太 (シンガーソングライター)
大野 勇太（おおの ゆうた）は、宮崎県出身のシンガーソングライター。
2011年の霧島連山・新燃岳噴火災害をきっかけに制作された楽曲「霧島山」は、合唱曲としてアレンジされ高原町などの小学生たちによって音楽大会で披露されている。

## 略歴
宮崎県高原町出身。
小林西高等学校を卒業する。
高校在学中に通学で利用していた吉都線が2012年に開業100周年となることを聞いた大野は、吉都線全駅の駅名と霧島連山などの吉都線沿線風景を盛り込んだ歌「吉都線～夢を乗せて～」を作った。この歌が縁となって吉都線沿線自治体でつくる協議会から吉都線の「応援大使」に任命された。
2016年3月、小林市の観光キャラクターである「こすモ〜」のイメージソングを自主製作し、発表する。
2017年、吉都線をテーマにした「吉都線音頭」を制作する。
2018年4月より宮崎県小林市のこばやしPR大使を務める。

## 人柄
調理師免許を取得しており、レストラン勤務の経験もあるため、2018年からは自身が開催するコンサートの来客に手作りスイーツを振る舞っており、ファンの間では評判になっている。

## ディスコグラフィ
- 吉都線～夢を乗せて～　JR九州 吉都線100周年沿線統一記念ソング
- 吉都線～繋がる思い～
- 宮崎県小林市のゆるキャラアイドル こすモ～ちゃんの歌♪
- 頑張らないこと頑張ってみよう
- 晴れ日和
- 焼酎ロック
- この1歩が道になる
- 消せない日々
- 霧島山
- 笑えばいいさ
- 未来手紙〜10年後のあなたへ〜
- 桜よ　つぼみのままで・・・
- 食育ぱっくんちょ
- 幸せの鍵
- んだもしたん